# Protortonia primitiva
Protortonia primitiva är en insektsart som först beskrevs av Townsend 1898.  Protortonia primitiva ingår i släktet Protortonia och familjen pärlsköldlöss. Inga underarter finns listade i Catalogue of Life.